# Бомон (Корез)
Бомон (фр. Beaumont) насеље је и општина у централној Француској у региону Лимузен, у департману Корез која припада префектури Тил.
По подацима из 2011. године у општини је живело 109 становника, а густина насељености је износила 10,0 становника/km². Општина се простире на површини од 10,9 km². Налази се на средњој надморској висини од 490 метара (максималној 570 m, а минималној 350 m).

## Демографија
| 1962. | 1968. | 1975. | 1982. | 1990. | 1999. | 2011. |
| ----- | ----- | ----- | ----- | ----- | ----- | ----- |
| 160   | 208   | 180   | 160   | 134   | 128   | 109   |

График промене броја становника у току последњих година